# Anaïs Barbeau-Lavalette
Anaïs Barbeau-Lavalette (1979) è una regista, sceneggiatrice e scrittrice canadese.
I suoi film sono noti per la loro "sensazione partecipativa".
Barbeau-Lavalette proviene da una famiglia di artisti. In origine nota come bambina attrice, in seguito ha iniziato a girare documentari, tra cui Les Petits princes des bidonvilles (2000), Buenos Aires, no llores (2001) e Si j'avais un chapeau (2005), prima di realizzare il suo primo lungometraggio, The Ring, nel 2007. È anche autrice di romanzi e libri, alcuni dei quali bestseller.
Barbeau-Lavalette è più nota al pubblico internazionale per il suo pluripremiato film del 2012 Inch'Allah.

## Biografia

### Famiglia e origini
Barbeau-Lavalette è nata l'8 febbraio 1979 a Montréal, figlia di Manon Barbeau, regista, e Philippe Lavalette, direttore della fotografia. È la nipote dell'artista canadese Marcel Barbeau, che ha studiato con Paul-Émile Borduas, e noto per essere stato uno dei primi pittori non figurative in Canada.

### Formazione
Da giovane, Barbeau-Lavalette ha vissuto e studiato nell'area fortemente contesa della Cisgiordania.
Nel 2000, dopo aver terminato il suo primo documentario, Les Petits princes des bidonvilles (2000), Barbeau-Lavalette si è iscritta all'Università di Montréal, dove si è laureata in Studi Internazionali. Ha poi continuato a studiare Produzione Cinematografica all'INIS. Dopo la sua permanenza all'INIS, Barbeau-Lavalette si è recata a Ramallah, in Palestina, per frequentare l'Università di Bir Zeit.

### Carriera cinematografica
In origine divenne nota come bambina attrice per le sue partecipazioni in serie come Le Club des 100 Watts o in À nous deux!.

#### Documentari
Barbeau-Lavalette ha iniziato la sua carriera cinematografica come regista di documentari. Dopo un anno trascorso in Honduras, Barbeau-Lavalette ha diretto Les Petits princes des bidonvilles (2000), che seguiva i giovani honduregni che crescevano a Montreal. Nel 2002, Anaïs Barbeau-Lavalette ha rappresentato il Canada nel Volunteers' Odyssey delle Nazioni Unite, per cui ha girato il mondo creando 15 brevi documentari sul tema del volontariato.
Al suo ritorno, Barbeau-Lavalette ha diretto altri documentari, compresi i lungometraggi Si j'avais un chapeau (2005), che descriveva in dettaglio la vita dei bambini in quattro diversi paesi, e Tap-Tap, un "ritratto poetico della comunità haitiana di Montreal".

#### Fiction
Nel 2007 è uscito il suo romanzo d'esordio The Ring, che è stato accolto calorosamente dalla critica. Il suo secondo lungometraggio di finzione, Inch'Allah, è diventato il suo lavoro più conosciuto.
Il suo film del 2020, Goddess of the Fireflies (La déesse des mouches à feu), è un adattamento del romanzo di Geneviève Pettersen.
Nel 2022 ha distribuito Chien blanc (internazionalmente White Dog), un adattamento del romanzo White Dog di Romain Gary del 1970. Il film ha partecipato al Bari International Film Festival nel marzo 2023.

#### Cortometraggi
Barbeau-Lavalette ha realizzato molti cortometraggi che abbracciano diversi mezzi e generi. Ha diretto e girato 15 documentari durante il suo periodo con la Volunteers' Odissey delle Nazioni Unite e ha continuato a pubblicare cortometraggi per tutta la sua carriera.
La sua filmografia comprende cortometraggi come Seven Hours Three Times A Year (2012), Ina Litovski (2012) e un cortometraggio animato di 11 minuti, Take Me (2014).

#### Videoclip
Barbeau-Lavalette fa parte dell'avventura audiovisiva Wapikoni Mobile. Attraverso ciò ha diretto videoclip per musicisti, tra cui i cantanti canadesi Catherine Major e Thomas Hellman e gli artisti hip hop Samian e Dramatik.

### Carriera editoriale
Nel 2010 ha pubblicato Je voudrais qu'on m'efface, un romanzo che ruota attorno ad alcuni degli stessi personaggi del suo lungometraggio The Ring. Nel 2015, il suo secondo romanzo, La femme qui fuit, ispirato alla vita di sua nonna, l'artista Suzanne Meloche, è stato selezionato per il Governor General's Award 2016 per la narrativa in lingua francese, oltre a vincere altri premi ed essere un best-seller.

## Premi e riconoscimenti
Si j'avais un chapeau (2005) è stato nominato per il "Miglior Documentario Sociale e la migliore Ricerca" al Prix Gémeaux nel 2006. Il suo lungometraggio The Ring (2007) è stato accolto molto bene dalla critica. Il film è stato scelto ai festival cinematografici di Pusan e Berlino nel 2008. The Ring ha ricevuto premi internazionali tra cui il New Talent Grand Prize e il Golden Lion Award al Taipei Film Festival, il Premio Speciale della Giuria al Vladivostok Film Festival in Russia e il premio come Miglior regista al Miradas Madrid Film Festival.
Attivista per la pace, per i diritti umani e lo sviluppo internazionale, Barbeau-Lavalette è stata nominata artista dell'anno per il 2012 da Les Artistes pour la paix, un'organizzazione con sede a Montreal che onora opere d'arte che coinvolgono temi legati alla pace, nel febbraio 2013. Nello stesso mese, Inch'Allah ha ricevuto il Premio FIPRESCI per la sezione Panorama del Festival Internazionale del Cinema di Berlino 2013.

## Filmografia

### Regista

#### Lungometraggi
- Les Petits Princes des bidonvilles (2001)
- Les Mains du monde (2004)
- Si j’avais un chapeau (2005)
- Les Petits Géants (2009)
- Le Ring (2007)
- Se souvenir des cendres: Regards sur Incendies (2010) - mediometraggio
- Inch'Allah (2012)
- Le Plancher des vaches (2015)
- Ma fille n’est pas à vendre (2017)
- La Déesse des mouches à feu (2020)
- Chien blanc (2022)

#### Cortometraggi
- Sorcières comme les autres (2000)
- Les Mots bleus (2001)
- Buenos Aires no Ilores (2001)
- Les Voix humaines, serie (2010)
- Ina Litovski (2012)
- Sept heures trois fois par année (2012)
- Prends-moi (2014)

## Opere letterarie
- Je voudrais qu’on m’efface, Éditions Hurtubise, 2010.
- Embrasser Yasser Arafat, Éditions Marchand de feuilles, 2011.
- La Femme qui fuit, Éditions Marchand de feuilles, 2015.
- Suzanne, Marchand de feuilles, 2016.
- Nos héroïnes: 40 portraits de femmes québécoises, illustrato da Mathilde Cinq-Mars, Marchand de feuilles, 2018.
- Femme Forêt, Éditions Marchand de feuilles, 2021.
- Femme Fleuve, Éditions Marchand de feuilles, 2022.